# Slovenski center PEN
Slovenski center PEN je del mednarodnega združenja pesnikov, esejistov in pisateljev; (Poets-Essayists-Novelists).
Nastal je leta 1926, med 2. svetovno vojno je prenehal z delovanjem in je ponovno začel s svojimi dejavnostmi leta 1962. Sedež tega društva je v poslopju sedeža Društva slovenskih pisateljev na Tomšičevi ulici 12 v Ljubljani. Ustanovitelji prvega društa leta 1926 so bili, Izidor Cankar, Josip Vidmar, France Stelé, Janko Lavrin, Fran Saleški Finžgar, France Bevk, Prežihov Voranc, France Kobal in Oton Župančič njegov prvi predsednik (1926-33 in 1936-41, vmes Izidor Cankar).
V letih 1965 in 2005 je slovenski PEN na Bledu priredil svetovni kongres PEN, katerega Odbor pisateljev (in pisateljic) za mir vsako leto od svoje ustanovitve 1984 zaseda na Bledu in kjer se v PEN-ovem okviru odvija še Mednarodno blejsko srečanje pisateljev.

## Seznam predsednikov PEN Slovenije
1. Oton Župančič (1926—33 in 1936—41)
2. Izidor Cankar (1933—36)
3. Matej Bor (1962—66)
4. Mira Mihelič (1966—75; tudi podpredsednica mednarodnega PEN od leta 1973)
5. Filip Kumbatovič-Kalan (1975—81)
6. Miloš Mikeln (1981—87)
7. Drago Jančar (1987—91)
8. Boris A. Novak (1991—96; tudi podpredsednik mednarodnega PEN od leta 2002)
9. Marko Kravos (1996—2000)
10. Veno Taufer (2000—05)
11. Tone Peršak (2005—09; začasno še 2020/21)[1]
12. Marjan Strojan (2009—15; začasno še 2016/17)
13. Evald Flisar (2015—16)
14. Ifigenija Simonović (2017—20)
15. Tanja Tuma (2021—)

## Odbor pisateljev in pisateljic za mir
V okviru slovenskega PEN-(zapisano tudi kot P.E.N.), je bil leta 1984 ustanovljen na pobudo takratnega predsednika Miloša Mikelna odbor - pisateljev za mir, temu odboru je v času vojne v nekdanji Jugoslaviji predsedoval Boris A. Novak, od leta 1999 do 2006 Veno Taufer, od leta 2006 do 2009 Edvard Kovač, predsednika odbora sta bila tudi Marjan Strojan in Tone Peršak. Med 2019 in 2022 je odbor vodil francoski pravnik Emmanuel Pierrat. Trenutno je predsednik odbora čilski pesnik Germán Rojas. Odbor vsako leto spomladi zaseda na Bledu. Boris A. Novak je bil 2024 izvoljen za njegovega dosmrtnega častnega člana. 

## Odnos do Janeza Janše

### Izključitev Janeza Janše 2013
V februarju 2013 je 20 članov slovenskega PEN-a podalo pobudo za izključitev politika Janeza Janše zaradi njegovih izjav, ki po pobudnikih niso skladni z vrednotami slovenskega PEN-a. Upravni odbor je odločitev o izključitvi Janše iz članstva sprejel na seji 25. marca 2013, med drugim zaradi »primerov njegovega nespoštovanja človekovih pravic in njegovega odnosa do izbrisanih ter njegove izjave o udeležencih uličnih protestov v zadnjih mesecih«. Zaradi izključitve Janše so iz društva protestno izstopili: Tone Kuntner, Andrej Capuder, Anton Stres, Brane Senegačnik, Drago Jančar, Boris Pahor, Feri Lainšček, Igor Grdina, Alojz Rebula in Jože Snoj.

### Kulturniško pismo o janšizmu 2020
V juniju 2020 so Boris A. Novak, Vlado Žabot in Draga Potočnjak kot opozorilo na razmere v času vlade Janeza Janše pripravili kritično Kulturniško pismo o janšizmu. Na kar se je odzval predsednik društva Dušan Merc, ki je opozoril da to ni namen društva in ga obsodil: "Nemogoče se je povsem strinjati s katerokoli vlado ali ji povsem nasprotovati. Temu se reče zaslepljenost. Naše edino skupno prizadevanje je lahko le podpora demokratičnim osnovam naše družbe. Negiranje demokratičnih poti, po katerih je neka vlada prišla na oblast, je še bolj nevarno kakor njeni postopki, ki so lahko tudi rušilni, pa so še znotraj legalnih poti,", kar je povzročilo nov razkol znotraj društva.